# Dorfkirche Werchau

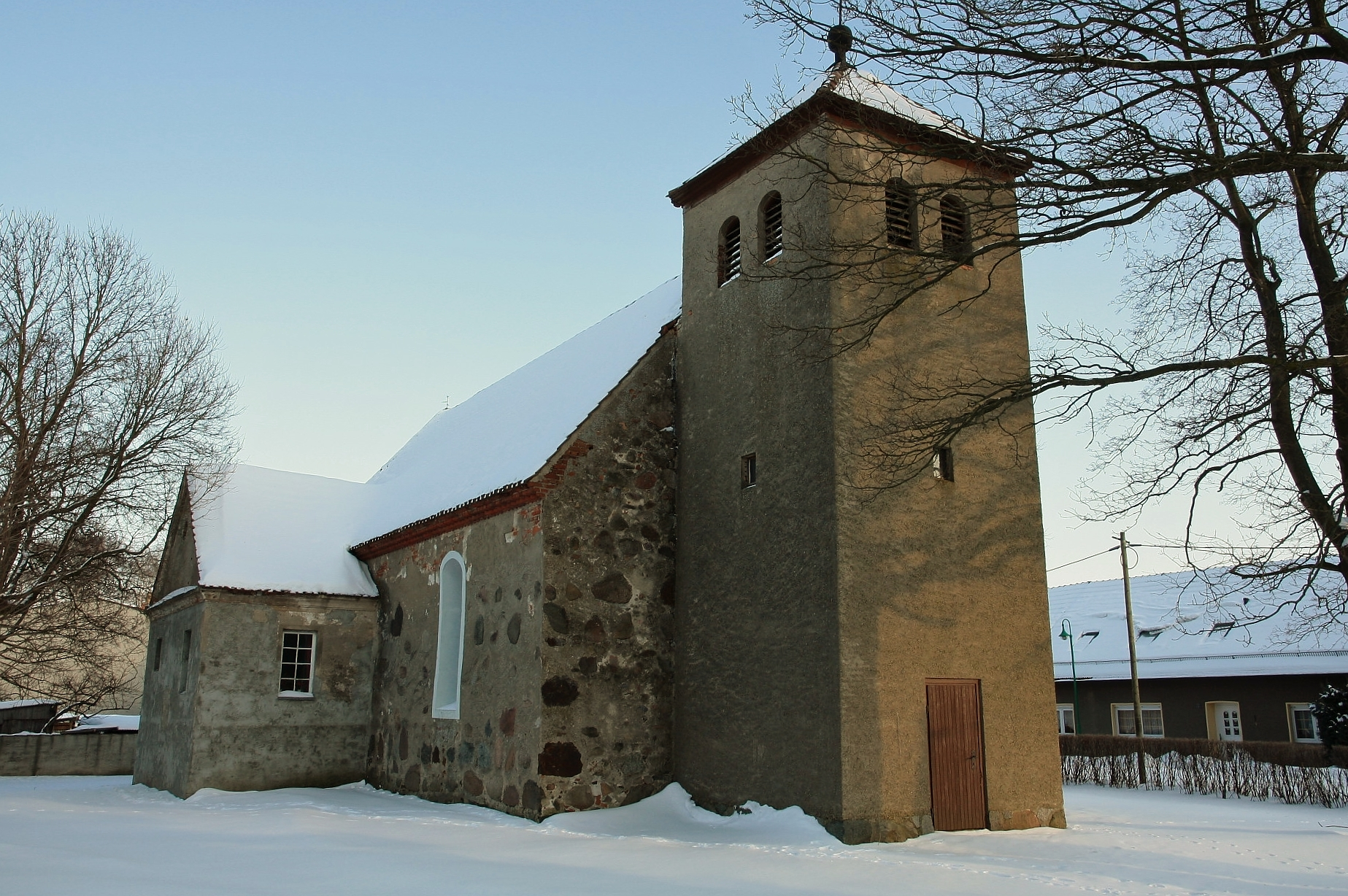
Dorfkirche Werchau

Die evangelische, denkmalgeschützte Dorfkirche Werchau steht in Werchau, einem Ortsteil der Stadt Schlieben im Landkreis Elbe-Elster von Brandenburg. Sie gehört zum Pfarrbereich Knippelsdorf im Kirchenkreis Bad Liebenwerda der Evangelischen Kirche in Mitteldeutschland.

## Beschreibung
Die Feldsteinkirche wurde in der ersten Hälfte des 14. Jahrhunderts erbaut. Auf der Nordseite des Langhauses wurde 1783 eine Patronatsloge angefügt. Ferner wurden die Fenster vergrößert. Der 1934/35 gebaute Kirchturm im Westen, der mit einem Pyramidendach bedeckt ist, ersetzte den Vorgängerbau aus Holzfachwerk. 
Der mit einer Holzbalkendecke überspannte Innenraum ist mit Emporen im Westen und Norden ausgestattet. Zur Kirchenausstattung gehört ein Kanzelaltar aus der Mitte des 19. Jahrhunderts, auf dessen Predella das Abendmahl dargestellt ist. Das mit einem Relief verzierte Taufbecken wurde 1560 aus Sandstein gefertigt. Die Orgel wurde 1860 von Nicolaus Schrickel gebaut.